# Phạm Hùng
Phạm Hùng (ur. 11 czerwca 1912, zm. 10 marca 1988 w Ho Chi Minh) – wietnamski polityk, premier Wietnamu w latach 1987–1988.

## Życiorys
Pham Hùng urodził się w gminie Long Hồ w rodzinie mieszczańskiej. W czasie nauki w gimnazjum wstąpił do Związku Studentów i Rewolucyjnej Młodzieży Wietnamu. W 1930 roku wstąpił do Komunistycznej Partii Indochin stając się jej jednym z czołowych działaczy. W 1931 roku został aresztowany przez francuskie władze kolonialne i skazany na karę śmierci, wyrok zmieniono na dożywotnie więzienie. W sierpniu 1945 roku po wybuchu powstania przeciwko okupacji japońskiej został zwolniony z więzienia. 
W 1946 roku został wybrany sekretarzem Tymczasowego Komitetu Partii Pracujących Wietnamu (PPW) w Wietnamie Południowym. W 1951 roku na II Zjeździe Partii Pracujących Wietnamu został wybrany członkiem Komitetu Centralnego PPW, a w 1952 roku został zastępcą sekretarza KC PPW ds. Południa oraz przewodniczącym Komitetu Ruchu Oporu we wschodnim okręgu delty Mekongu. 
W 1955 roku został szefem delegacji Ludowej Armii Wietnamu przy powstałej Międzynarodowej Komisji Nadzoru i Kontroli w Sajgonie. W 1955 roku został wybrany członkiem Biura Politycznego PPW. W 1957 roku zostaje szefem kancelarii rządu Demokratycznej Republiki Wietnamu, a następnie w kwietniu 1958 roku wicepremierem. Funkcję tę pełni do 1967 roku. 
W 1967 roku wrócił do Wietnamu Południowego, gdzie był jednym z przywódców ruchu oporu przeciwko agresji amerykańskiej. Przebywał tam do czasu zakończenia działań zbrojnych.
W 1976 roku po zjednoczeniu Wietnamu został wicepremierem, funkcję tę pełnił do 1980 roku. Następnie został ministrem spraw wewnętrznych (w latach 1980 – 1987). W kwietniu 1987 roku na sesji Zgromadzenia Narodowego został powołany na stanowisko premiera (zastąpił Phạm Văn Đồnga) i wiceprzewodniczącego Rady Obrony Narodowej. Funkcje te pełnił do swojej śmierci 10 marca 1988 roku.